# AEW Collision
AEW Collision, também conhecido como Saturday Collision ou simplesmente Collision, é um programa de televisão americano de luta livre profissional produzido pela promoção americana All Elite Wrestling (AEW). Vai ao ar ao vivo todos os sábados às 20h. Horário do Leste na TNT, com algumas exceções. O show estreou em 17 de junho de 2023 e está posicionado como o segundo programa principal, atrás do Wednesday Night Dynamite, e o terceiro programa semanal geral com Friday Night Rampage, que se concentra nos lutadores mais jovens da empresa.
O show é o segundo programa semanal de luta livre profissional da AEW a ir ao ar na TNT depois do Rampage (2021-presente) e o terceiro geral na TNT depois de Rampage e Dynamite, que foi ao ar na TNT de 2019 a 2021 antes de passar para a TBS. Posteriormente, isso o torna o quarto programa geral de luta livre a ir ao ar na TNT, depois de Dynamite, Rampage e o ex-World Championship Wrestling (WCW) Monday Nitro (1995–2001), bem como o primeiro programa de sábado à noite em um Turner- rede de propriedade desde o episódio final de WCW Saturday Night em 24 de junho de 2000.

## História
Em 15 de fevereiro de 2023, a promoção americana de luta profissional All Elite Wrestling (AEW) entrou com um pedido de registro de marca registrada do nome "Collision", sugerindo uma possível nova série de televisão no ringue, além de seus programas atuais, AEW Dynamite no TBS e AEW Rampage na TNT. Outra marca registrada para o nome foi registrada em 28 de abril, levando à crença de que este seria o nome de um próximo programa de TV aos sábados.
Em 17 de maio de 2023, a AEW e a parceira de transmissão Warner Bros. Discovery (WBD) anunciaram um terceiro programa de televisão semanal intitulado AEW Collision para ir ao ar ao vivo na TNT como um programa de duas horas aos sábados, começando em 17 de junho de 2023, às 20h. Hora do Leste (ET). Este é o segundo programa semanal de luta profissional da AEW a ir ao ar na TNT depois de Rampage e o quarto programa de luta livre geral em geral a ir ao ar na TNT depois de Rampage, Dynamite (que foi ao ar na TNT de outubro de 2019 a dezembro de 2021), o ex-World Championship Wrestling (WCW) Monday Nitro (que foi ao ar na TNT de setembro de 1995 a março de 2001) e o primeiro show de luta livre no horário de sábado à noite a ir ao ar em uma rede de propriedade da Turner desde o final do WCW Saturday Night em 19 de agosto de 2000. Também foi revelado que a promoção irmã da AEW, Ring of Honor (ROH), mudaria suas gravações para o ROH Honor Club TV para coincidir com Collision, com o programa da ROH sendo gravado após a transmissão ao vivo de Collision.

## Episódios especiais
| Episódio             | Data                                   | Local           | Localização         | Rating(18–49) | Espectadores dos EUA (milhão) | Notas |
| -------------------- | -------------------------------------- | --------------- | ------------------- | ------------- | ----------------------------- | --- |
| Episódio de estreia  | 17 de junho de 2023                    | United Center   | Chicago, Illinois   | 0.33          | 0.816                         | Estreia da série, que contou com o retorno de CM Punk à AEW desde 4 de setembro de 2022, no All Out. - Wardlow (c) vs. Luchasaurus (com Christian Cage) pelo Campeonato AEW TNT - Andrade El Idolo vs. Buddy Matthews (com Julia Hart) - Miro vs. Tony Nese (com Mark Sterling) - The Outcasts (Ruby Soho e Toni Storm) vs. Skye Blue e Willow Nightingale - Bullet Club Gold (Jay White e Juice Robinson) e Samoa Joe vs. CM Punk e FTR (Cash Wheeler e Dax Harwood)                        |
| Fight for the Fallen | 19 de agosto de 2023                   | Rupp Arena      | Lexington, Kentucky |               |                               | Part 3 of the fifth annual Fight for the Fallen event. - Jay White vs. Dalton Castle - Bullet Club Gold (Austin Gunn, Colten Gunn, and Juice Robinson) vs. Iron Savages (Jacked Jameson, Bronson, and Boulder) - Big Bill vs. Derek Neal - Willow Nightingale vs. Diamanté - Powerhouse Hobbs vs. Kevin Ku - Darby Allin vs. Christian Cage |
| Fyter Fest           | 23 de agosto (exibido em 26 de agosto) | Gas South Arena | Duluth, Georgia     |               |                               | Part 3 of the fifth annual Fyter Fest event. - Orange Cassidy, Penta El Zero Miedo, and Eddie Kingston vs. Kip Sabian, The Blade, and The Butcher - The Dark Order (Alex Reynolds and John Silver) vs. Action Andretti and Darius Martin - Big Bill vs. Vary Morales - Willow Nightingale vs. Robyn Renegade - Keith Lee vs. Zicky Dice - Darby Allin, Sting, Hook, and CM Punk vs. Mogul Embassy (Brian Cage and Swerve Strickland), Jay White, and Luchasaurus in an All In All Star match |